# Jeff Hartwig
Jeffrey Stewart (Jeff) Hartwig (Saint Louis (Missouri), 25 september 1967) is een Amerikaanse oud-atleet, die gespecialiseerd was in het polsstokhoogspringen. Hij werd meervoudig Amerikaans kampioen in deze discipline. Van 1988 tot 2007 sprong hij elk jaar hoger dan 5 meter. In 1998 was hij bovendien de eerste Amerikaan die meer dan zes meter sprong. Met zijn 6,03 m staat hij op de Top Tien Aller Tijden ranglijst op een gedeelde zesde plaats (peildatum augustus 2017).

## Loopbaan
Zijn beste prestatie bij een groot kampioenschap is een zilveren medaille op het WK indoor van 1999 in Japanse stad Maebashi. Met 5,95 bleef alleen de Fransman Jean Galfione met 6,00 hem voor.
In 1996 maakte Hartwig zijn olympisch debuut op de Olympische Spelen van Atlanta. Met 5,60 behaalde hij een elfde plaats. Op de Olympische Spelen van 2008 in Peking sneuvelde hij in de kwalificatieronde met 5,55. Na zijn deelname aan het Domspringen in Aken op 24 september 2008 zette Hartwig een punt achter zijn atletiekcarrière.

## Titels
- Amerikaans kampioen polsstokhoogspringen - 1998, 1999, 2002, 2003
- Amerikaans indoorkampioen polsstokhoogspringen - 1999, 2007

## Persoonlijke records
| Onderdeel                      | Prestatie | Datum         | Plaats       |
| ------------------------------ | --------- | ------------- | ------------ |
| polsstokhoogspringen (outdoor) | 6,03 m    | 14 juni 2000  | Jonesboro    |
| polsstokhoogspringen (indoor)  | 6,02 m    | 10 maart 2002 | Sindelfingen |

## Palmares

### polsstokhoogspringen
Kampioenschappen
- 1996: 12e OS - 5,60 m
- 1998:  Amerikaanse kamp. - 5,85 m
- 1998: 7e Grand Prix Finale - 5,60 m
- 1998:  Wereldbeker - 5,70 m
- 1998:  Goodwill Games - 6,01 m
- 1999:  Amerikaanse indoorkamp. - 5,92 m
- 1999:  WK indoor - 5,95 m
- 1999:  Amerikaanse kamp. - 6,02 m
- 1999:  Grand Prix Finale - 5,80 m
- 2000: 4e Grand Prix Finale - 5,40 m
- 2002:  Amerikaanse kamp. - 5,84 m
- 2002:  Grand Prix Finale - 5,75 m
- 2002:  Wereldbeker - 5,70 m
- 2003:  Amerikaanse kamp. - 5,70 m
- 2003: 4e Wereldatletiekfinale - 5,70 m
- 2004: 6e Wereldatletiekfinale - 5,45 m
- 2006: NM WK indoor
- 2007:  Amerikaanse indoorkamp. - 5,80 m
- 2007: 6e Wereldatletiekfinale - 5,70 m

Golden League-podiumplaatsen
- 1998:  Bislett Games - 5,90 m
- 1998:  Golden Gala - 5,85 m
- 1998:  Herculis - 5,80 m
- 1998:  Memorial Van Damme - 5,95 m
- 1998:  ISTAF – 5,86 m
- 1999:  Herculis - 5,95 m
- 1999:  Weltklasse Zürich - 5,91 m
- 1999:  Memorial Van Damme - 5,95 m
- 1999:  ISTAF – 5,94 m
- 2000:  Herculis - 5,90 m
- 2000:  ISTAF – 5,71 m
- 2001:  Weltklasse Zürich - 5,85 m
- 2001:  Memorial Van Damme - 5,90 m
- 2002:  Bislett Games - 5,70 m
- 2002:  Golden Gala - 5,75 m
- 2002:  Herculis - 5,80 m
- 2002:  Memorial Van Damme - 5,80 m
- 2003:  Weltklasse Zürich - 5,70 m

## Onderscheidingen
- Jim Thorpe Award - 1998, 1999